# Settimanale di attualità
Un settimanale di attualità, (detto in lingua inglese news magazine o newsmagazine), è una rivista a periodicità settimanale focalizzata sull'analisi e la cronaca di eventi di attualità, spesso più approfondita rispetto a un quotidiano.

## Settimanali di attualità televisiva
I settimanali di attualità in televisione offrono servizi simili a quelli cartacei, ma le storie vengono presentate in brevi documentari. La formula, introdotta negli Stati Uniti dal programma CBS 60 Minutes nel 1968, ha avuto successo in tutto il mondo e si è specializzata notevolmente, contemplando servizi di stretta attualità nazionale e internazionale, interviste, inchieste e dirette di grandi eventi.

## Settimanali di attualità radiofonica
I settimanali di attualità alla radio sono simili come formato a quelli televisivi e hanno solitamente una durata maggiore rispetto ai giornali radio (da 30 minuti a 3 ore).